# Wolfgang Thiel (Maler)
Wolfgang Thiel (* 3. Februar 1938 in Berlin) ist ein deutscher Maler und Grafiker.

## Leben und Werk
Thiel absolvierte eine Lehre als Schriftmaler und studierte bis 1967 bei Fritz Dähn an der Kunsthochschule Berlin-Weißensee (KHS). Danach arbeitete er als freischaffender Maler und Grafiker in Potsdam. Daneben war er auch Dozent an der Potsdamer Außenstelle der Fachschule für Werbung und Gestaltung Berlin-Oberschöneweide und Lehrer im Abendstudium der KHS.

## Ehrungen
- 1984: Verdienstmedaille der DDR
- 1986: Johannes-R.-Becher-Medaille in Bronze

## Werke (Auswahl)
- Prudnik II (1978, Öl)
- Auschwitz (Acryl, Triptychon; 1979 auf der Bezirkskunstausstellung Potsdam)[2]
- Säulenhalle im Bodemuseum (1979, Öl)
- Porträt Genosse Scheppan (1982, Öl, 80 × 90 cm)[3]
- Werderaner Landschaft (Öl; Potsdam-Museum)[4]

## Ausstellungen (unvollständig)

### Einzelausstellungen
- 1984: Eggesin
- 1984: Potsdam, Staudenhofgalerie (mit Peter Panzner)
- 2008: Potsdam, Altes Rathaus („Zwischen zwei und sechs“; Malerei und Zeichnungen)[5]

### Teilnahme an zentralen und wichtigen regionalen Ausstellungen in der DDR
- 1974, 1979, 1981 und 1984: Potsdam, Bezirkskunstausstellungen
- 1976: Cottbus („Kunsthandwerk der Bezirke Frankfurt/Oder, Potsdam und Cottbus“)
- 1981: Potsdam (Kunstausstellung zum X. Parteitag der SED)
- 1985: Potsdam, Kunstausstellung Potsdam
- 1987/1988: Dresden, X. Kunstausstellung der DDR